# Thobias Montler
Thobias Montler, pierwotnie Thobias Nilsson Montler (ur. 15 lutego 1996 w Landskronie) – szwedzki lekkoatleta, skoczek w dal.
Zajął 8. miejsce w skoku w dal na mistrzostwach świata juniorów młodszych w 2013 w Doniecku. Na mistrzostwach świata juniorów w 2014 w Eugene również zajął 8. miejsce w tej konkurencji. Odpadł w kwalifikacjach skoku w dal na halowych mistrzostwach Europy w 2015 w Pradze.
Zwyciężył w sztafecie 4 × 100 metrów oraz zajął 4. miejsce w skoku w dal na mistrzostwach Europy juniorów w 2015 w Eskilstunie.
Zdobył brązowy medal w skoku w dal na młodzieżowych mistrzostwach Europy w 2017 w Bydgoszczy. Zajął 4. miejsce w tej konkurencji na mistrzostwach Europy w 2018 w Berlinie.
Zdobył srebrny medal w skoku w dal na halowych mistrzostwach Europy w 2019, przegrywając jedynie z Miltiadisem Tendoglu z Grecji, a wyprzedzając Strahinję Jovančevicia z Serbii. Zajął 9. miejsce w skoku w dal na Mistrzostwach świata w 2019 w Dosze. 
Ponownie wywalczył srebrny medal na halowych mistrzostwach Europy w 2021 w Toruniu, za Tendoglu, a przed Kristianem Pulli z Finlandii. Na igrzyskach olimpijskich w 2020 w Tokio zajął 7. miejsce, na halowych mistrzostwach Europy w 2022 w Belgradzie zdobył srebrny medal, za Tendoglu, w przed Marquisem Dendym z USA, na mistrzostwach świata w 2022 w Eugene zajął 11. miejsce, a na mistrzostwach Europy w 2022 w Monachium zdobył srebrny medal, za Tendoglu, a przed Julesem Pommerym z Francji.
Po raz trzeci zdobył srebrny  medal na halowych mistrzostwach Europy w 2023 w Stambule, znowu za Tendoglu, a przez Gabrielem Bitanem z Rumunii.
Był mistrzem Szwecji w sztafecie 4 × 100 metrów w 2015 i 2019 oraz w skoku w dal w latach 2018–2022, a także halowym mistrzem swego kraju w sztafecie 4 × 200 metrów w 2015 i w skoku w dal w latach 2019–2023.
W 2019 oficjalnie zmienił swoje nazwisko z Nilsson-Montler na Montler.
Rekordy życiowe Montlera:
- skok w dal – 8,27 m (9 lipca 2021, Monako) / 8,43w (23 maja 2019, Torremolinos)
- skok w dal (hala) – 8,38 m (18 marca 2022, Belgrad) – rekord Szwecji